# Tartaruga-da-amazônia
A tartaruga-da-amazônia (Podocnemis expansa) é uma tartaruga fluvial (Morfologicamente, é um cágado), da família Podocnemididae, encontrada no rio Amazonas e seus afluentes.
É uma espécie de grande porte, sendo que os maiores exemplares chegam a alcançar 90 cm de comprimento ou mais. Possui casco preto acinzentado no dorso, e amarelo com manchas escuras na parte ventral. A carne e os ovos são bastante apreciados, constituindo a base de diversos pratos da culinária amazônica. Também é conhecida pelos nomes de araú, jurará-açu e tartaruga-do-Amazonas.
Todas as tartarugas do gênero Podocnemis se encontram atualmente no Anexo II da Convenção CITES, assinada por mais de 100 países em todo o mundo, pelo que o seu comércio e utilização obedece a regras muito restritas.

## Etimologia
O termo “jurará-açu” advém do dialeto tupi antigo, em que “jurará” é derivado da “iurará”, que significa cágado ou quelônio; e o termo “açu”, tido como adjetivo para algo grande, originando o nome “jurará-açu” ou “cagado grande”. No mais, a origem desse nome ainda remete à deusa da mitologia tupi-guarani, Jurará-açu, que foi transformada em tartaruga por Tupã como punição por ter libertado Anhangá da prisão.
Já Podocnemis, do grego antigo, é uma junção de “podós”, que significa pé, e “knemís” originário de greva (componente de armaduras antigas que cobria a perna), em razão das grandes escamas presentes no animal. E expansa advém de expansão, exprimindo a sua característica mais marcante, o grande tamanho de sua carapaça.

## Taxonomia e Sistemática
A tartaruga-da-amazônia se enquadra na ordem dos Testudines, na subordem Pleurodira. Apesar do nome tartaruga, é na realidade um cágado. As espécies que compõem a ordem Testudine teriam desenvolvido seu modo de vida há 240 milhões de anos, no Triássico, tendo o casco com seu trunfo.
De acordo com levantamentos arqueológicos, sabe-se que o gênero Podocnemis é presente na América do Sul pelo menos desde o  cenozoico, e hoje ainda existem 6 espécies do gênero descritas, incluindo a Pondocnemis expansa.
O descritor da tartaruga-da-amazônia foi Schweigger, no ano de 1812, a quem se atribui a nomeação oficial do animal. Ainda assim, pode-se encontrar sinônimos como: Emys amazonica, Hydraspis bitentaculata, Testudo Arrau.
| Podocnemididae | \| \| Erymnochelys madagascariensis \| \| \| \| \| \| Peltocephalus dumerilianus \| \| \| \| \| \| Podocnemis erythrocephala \| \| \| \| \| \| Podocnemis expansa \| \| \| \| \| \| Podocnemis lewyana \| \| \| \| \| \| Podocnemis sextuberculata \| \| \| \| \| \| Podocnemis unifilis \| \| \| \| \| \| Podocnemis vogli \| \| \| \| |
|                | \| \| Erymnochelys madagascariensis \| \| \| \| \| \| Peltocephalus dumerilianus \| \| \| \| \| \| Podocnemis erythrocephala \| \| \| \| \| \| Podocnemis expansa \| \| \| \| \| \| Podocnemis lewyana \| \| \| \| \| \| Podocnemis sextuberculata \| \| \| \| \| \| Podocnemis unifilis \| \| \| \| \| \| Podocnemis vogli \| \| \| \| |
|                | Erymnochelys madagascariensis |
|                | |
|                | Peltocephalus dumerilianus |
|                | |
|                | Podocnemis erythrocephala |
|                | |
|                | Podocnemis expansa |
|                | |
|                | Podocnemis lewyana |
|                | |
|                | Podocnemis sextuberculata |
|                | |
|                | Podocnemis unifilis |
|                | |
|                | Podocnemis vogli |
|                | |

|  | Erymnochelys madagascariensis |
|  |                               |
|  | Peltocephalus dumerilianus    |
|  |                               |
|  | Podocnemis erythrocephala     |
|  |                               |
|  | Podocnemis expansa            |
|  |                               |
|  | Podocnemis lewyana            |
|  |                               |
|  | Podocnemis sextuberculata     |
|  |                               |
|  | Podocnemis unifilis           |
|  |                               |
|  | Podocnemis vogli              |
|  |                               |

| Podocnemididae | \| \| Erymnochelys madagascariensis \| \| \| \| \| \| Peltocephalus dumerilianus \| \| \| \| \| \| Podocnemis erythrocephala \| \| \| \| \| \| Podocnemis expansa \| \| \| \| \| \| Podocnemis lewyana \| \| \| \| \| \| Podocnemis sextuberculata \| \| \| \| \| \| Podocnemis unifilis \| \| \| \| \| \| Podocnemis vogli \| \| \| \| |
|                | \| \| Erymnochelys madagascariensis \| \| \| \| \| \| Peltocephalus dumerilianus \| \| \| \| \| \| Podocnemis erythrocephala \| \| \| \| \| \| Podocnemis expansa \| \| \| \| \| \| Podocnemis lewyana \| \| \| \| \| \| Podocnemis sextuberculata \| \| \| \| \| \| Podocnemis unifilis \| \| \| \| \| \| Podocnemis vogli \| \| \| \| |
|                | Erymnochelys madagascariensis |
|                | |
|                | Peltocephalus dumerilianus |
|                | |
|                | Podocnemis erythrocephala |
|                | |
|                | Podocnemis expansa |
|                | |
|                | Podocnemis lewyana |
|                | |
|                | Podocnemis sextuberculata |
|                | |
|                | Podocnemis unifilis |
|                | |
|                | Podocnemis vogli |
|                | |

|  | Erymnochelys madagascariensis |
|  |                               |
|  | Peltocephalus dumerilianus    |
|  |                               |
|  | Podocnemis erythrocephala     |
|  |                               |
|  | Podocnemis expansa            |
|  |                               |
|  | Podocnemis lewyana            |
|  |                               |
|  | Podocnemis sextuberculata     |
|  |                               |
|  | Podocnemis unifilis           |
|  |                               |
|  | Podocnemis vogli              |
|  |                               |

| Podocnemididae | \| \| Erymnochelys madagascariensis \| \| \| \| \| \| Peltocephalus dumerilianus \| \| \| \| \| \| Podocnemis erythrocephala \| \| \| \| \| \| Podocnemis expansa \| \| \| \| \| \| Podocnemis lewyana \| \| \| \| \| \| Podocnemis sextuberculata \| \| \| \| \| \| Podocnemis unifilis \| \| \| \| \| \| Podocnemis vogli \| \| \| \| |
|                | \| \| Erymnochelys madagascariensis \| \| \| \| \| \| Peltocephalus dumerilianus \| \| \| \| \| \| Podocnemis erythrocephala \| \| \| \| \| \| Podocnemis expansa \| \| \| \| \| \| Podocnemis lewyana \| \| \| \| \| \| Podocnemis sextuberculata \| \| \| \| \| \| Podocnemis unifilis \| \| \| \| \| \| Podocnemis vogli \| \| \| \| |
|                | Erymnochelys madagascariensis |
|                | |
|                | Peltocephalus dumerilianus |
|                | |
|                | Podocnemis erythrocephala |
|                | |
|                | Podocnemis expansa |
|                | |
|                | Podocnemis lewyana |
|                | |
|                | Podocnemis sextuberculata |
|                | |
|                | Podocnemis unifilis |
|                | |
|                | Podocnemis vogli |
|                | |

|  | Erymnochelys madagascariensis |
|  |                               |
|  | Peltocephalus dumerilianus    |
|  |                               |
|  | Podocnemis erythrocephala     |
|  |                               |
|  | Podocnemis expansa            |
|  |                               |
|  | Podocnemis lewyana            |
|  |                               |
|  | Podocnemis sextuberculata     |
|  |                               |
|  | Podocnemis unifilis           |
|  |                               |
|  | Podocnemis vogli              |
|  |                               |

| Podocnemididae | \| \| Erymnochelys madagascariensis \| \| \| \| \| \| Peltocephalus dumerilianus \| \| \| \| \| \| Podocnemis erythrocephala \| \| \| \| \| \| Podocnemis expansa \| \| \| \| \| \| Podocnemis lewyana \| \| \| \| \| \| Podocnemis sextuberculata \| \| \| \| \| \| Podocnemis unifilis \| \| \| \| \| \| Podocnemis vogli \| \| \| \| |
|                | \| \| Erymnochelys madagascariensis \| \| \| \| \| \| Peltocephalus dumerilianus \| \| \| \| \| \| Podocnemis erythrocephala \| \| \| \| \| \| Podocnemis expansa \| \| \| \| \| \| Podocnemis lewyana \| \| \| \| \| \| Podocnemis sextuberculata \| \| \| \| \| \| Podocnemis unifilis \| \| \| \| \| \| Podocnemis vogli \| \| \| \| |
|                | Erymnochelys madagascariensis |
|                | |
|                | Peltocephalus dumerilianus |
|                | |
|                | Podocnemis erythrocephala |
|                | |
|                | Podocnemis expansa |
|                | |
|                | Podocnemis lewyana |
|                | |
|                | Podocnemis sextuberculata |
|                | |
|                | Podocnemis unifilis |
|                | |
|                | Podocnemis vogli |
|                | |

|  | Erymnochelys madagascariensis |
|  |                               |
|  | Peltocephalus dumerilianus    |
|  |                               |
|  | Podocnemis erythrocephala     |
|  |                               |
|  | Podocnemis expansa            |
|  |                               |
|  | Podocnemis lewyana            |
|  |                               |
|  | Podocnemis sextuberculata     |
|  |                               |
|  | Podocnemis unifilis           |
|  |                               |
|  | Podocnemis vogli              |
|  |                               |

## Distribuição geográfica e habitat
A tartaruga-da-Amazônia é endêmica da América do Sul e apresenta distribuição ampla nos afluentes do rio Essequibo, Orinoco e por toda a Bacia Amazônica, com presença nos rios do Brasil, Bolívia, Colômbia, Equador, Guiana, Suriname, Peru e Venezuela.
Seu habitat é majoritariamente aquático, vivendo essencialmente em ambientes de águas claras, e podem ser encontradas em menor número em águas escuras e até mesmo em lagoas localizadas em florestas. Essa espécie pode exibir grande variação de habitat, principalmente em resposta às alterações na precipitação, com deslocamento para florestas alagadas durante as estações chuvosas, consumindo os frutos e sementes que caem na água. Já nos períodos de seca, deslocam-se para rios em busca de praias para reproduzirem-se.

## Biologia e história natural

### Características da espécie

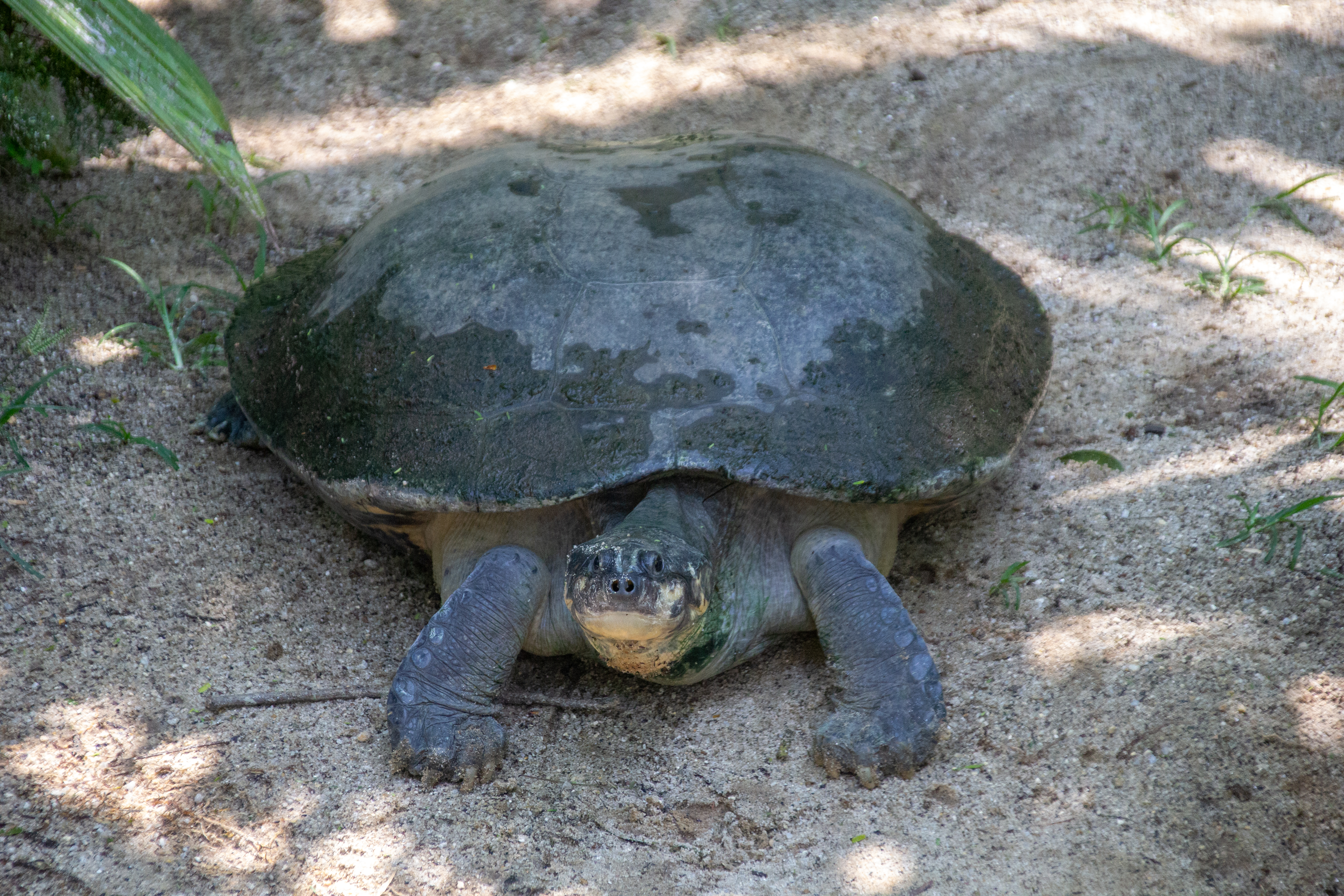
Indivíduo de P. expansa, no Zoológico de São Paulo. Autor: Mike Peel.

A tartaruga-da-amazônia (P. expansa) é considerada a maior espécie do gênero Podocnemis e a maior espécie de tartaruga de água doce da América do Sul. As fêmeas podem ser conhecidas como “tartarugas”, os machos como “capitarí”, os indivíduos grandes como “careta”, juvenis como “chapanera”, filhotes como “pocera”, entre outros nomes para a espécie em geral: Jipú, Harra, Arrau, Tortuga, Kuwe, Kubee, Tsapanilu, Tsapeindu.

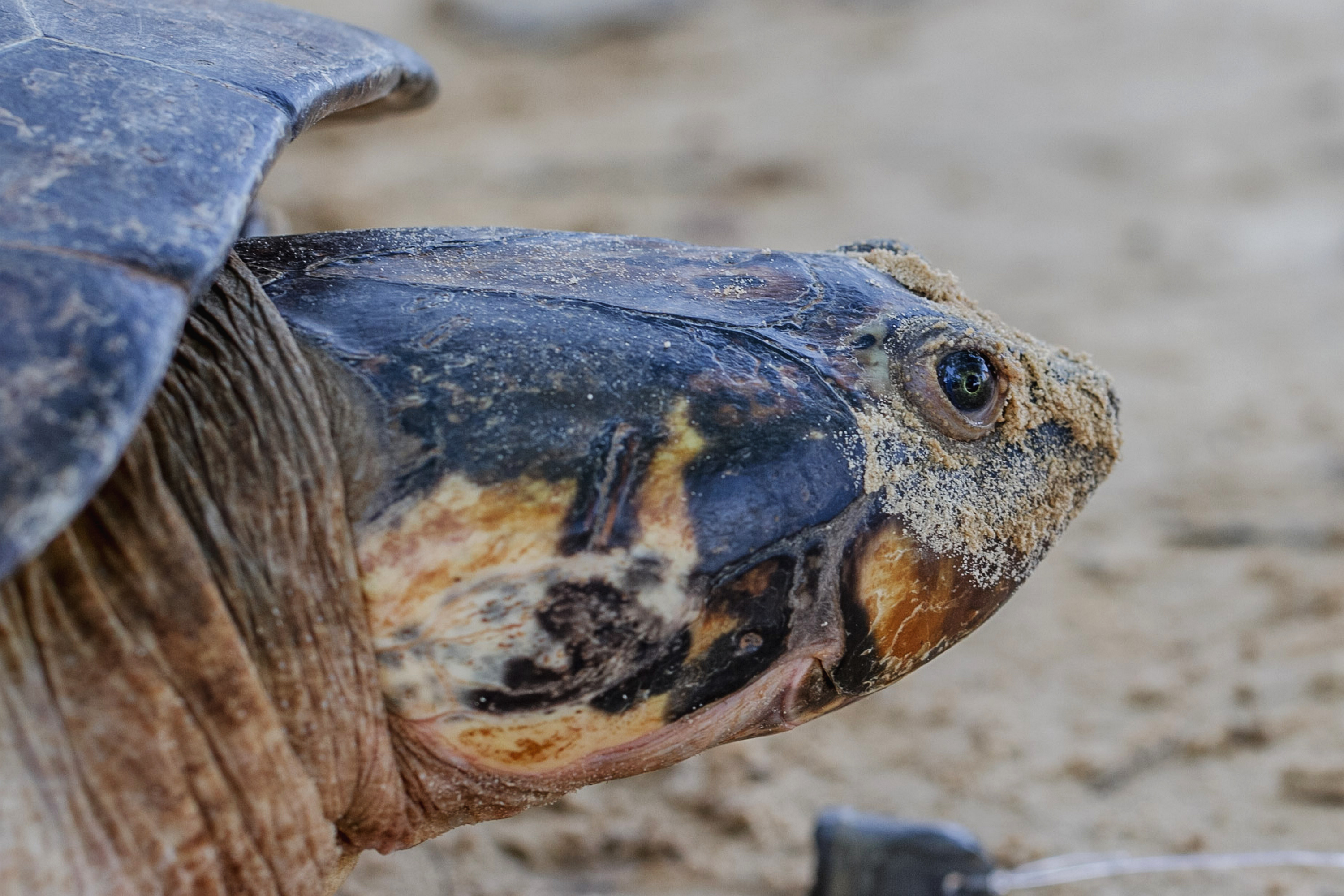
Podocnemis expansa em tabuleiro Monte Cristo, Pará. Fonte: IBAMA

Seu peso pode chegar a 90kg, apesar de ser cada vez mais raro encontrar indivíduos muito grandes e pesados no Brasil, mesmo em áreas de desova. Uma de suas principais características é a estrutura do seu casco. O casco ósseo é coberto por placas córneas, compreende a carapaça achatada, com manchas escuras (pretas, laranjas, marfim), formada por 37 escudos, e a região do plastrão com 13 escudos, especializados para natação em correntes moderadas nos rios. A cor do casco pode variar de marrom, cinza e verde oliva, e possuem um longo pescoço.
A espécie apresenta acentuado dimorfismo sexual, sendo a fêmea maior que o macho. No macho adulto, a carapaça é mais estreita, apresenta entre 40 e 50cm de comprimento e entre 30 e 38cm de largura, além de apresentar cauda maior. Em contraste, na fêmea adulta, o comprimento da carapaça é de aproximadamente 64-71cm, com largura de 43-55cm. Além disso, nos machos a placa anal se apresenta em formato "U", e nas fêmeas se apresenta em formato "V".
Ainda, nos indivíduos mais jovens pode-se observar a presença de manchas amarelas na região da cabeça, assim como nas fêmeas, que, em contrapartida, perdem a coloração da cabeça de amarelo para marrom ao longo dos anos.  Suas patas anteriores possuem cinco unhas, enquanto as patas posteriores possuem quatro unhas. Na cabeça de cada indivíduo pode-se observar padrões, únicos para cada um e análogos a impressões digitais.

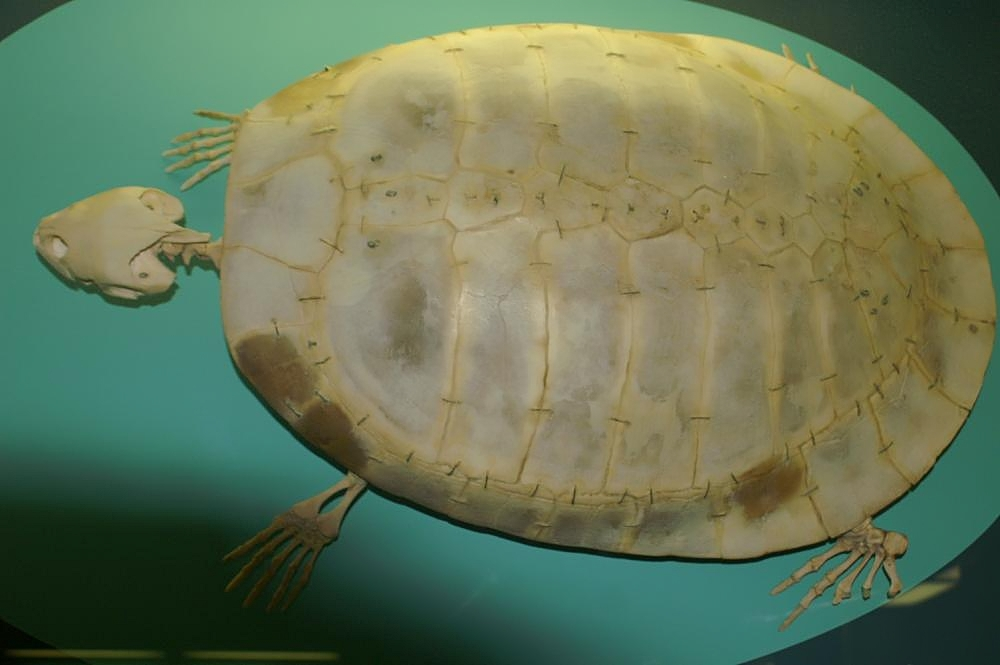
Estrutura óssea Podocnemis expansa. Autor: David J Stang.

Possui hábitos diurnos, incluindo forrageamento, todavia a postura de ovos ocorre no período noturno.

### Alimentação
A tartaruga-da-amazônia é generalista e teoricamente onívora, mas sua alimentação é muito diversificada, e alimenta-se predominantemente de forma herbívora (especialmente na fase adulta). Sua alimentação difere em função da sazonalidade e disponibilidade dos recursos.
Nas épocas de cheias, alimenta-se principalmente da vegetação em lagos ou lagoas e partes inundadas de mata, frutas, sementes, legumes, folhas; sua alimentação pode incluir também esponjas de água doce, ovos, peixes mortos e outros restos animais. Nas épocas de seca, a alimentação pode incluir folhas, troncos, talos, sedimentos, detritos, ou cascas de árvores.
Por outro lado, a fêmea, durante a época de reprodução, quase não se alimenta ou não se alimenta, deixando seu estômago vazio ou com algas filamentosas, enquanto os filhotes recém-nascidos se alimentam de vegetação e de peixes, apesar de apresentarem enzimas típicas de animais de dieta herbívora.
Já foi, ainda, observada diferenciação entre a alimentação de machos e fêmeas - em análises estomacais, as fêmeas possuíam maior quantidade de frutos, enquanto machos apresentavam maior quantidade de sementes.

### Reprodução e ciclo de vida

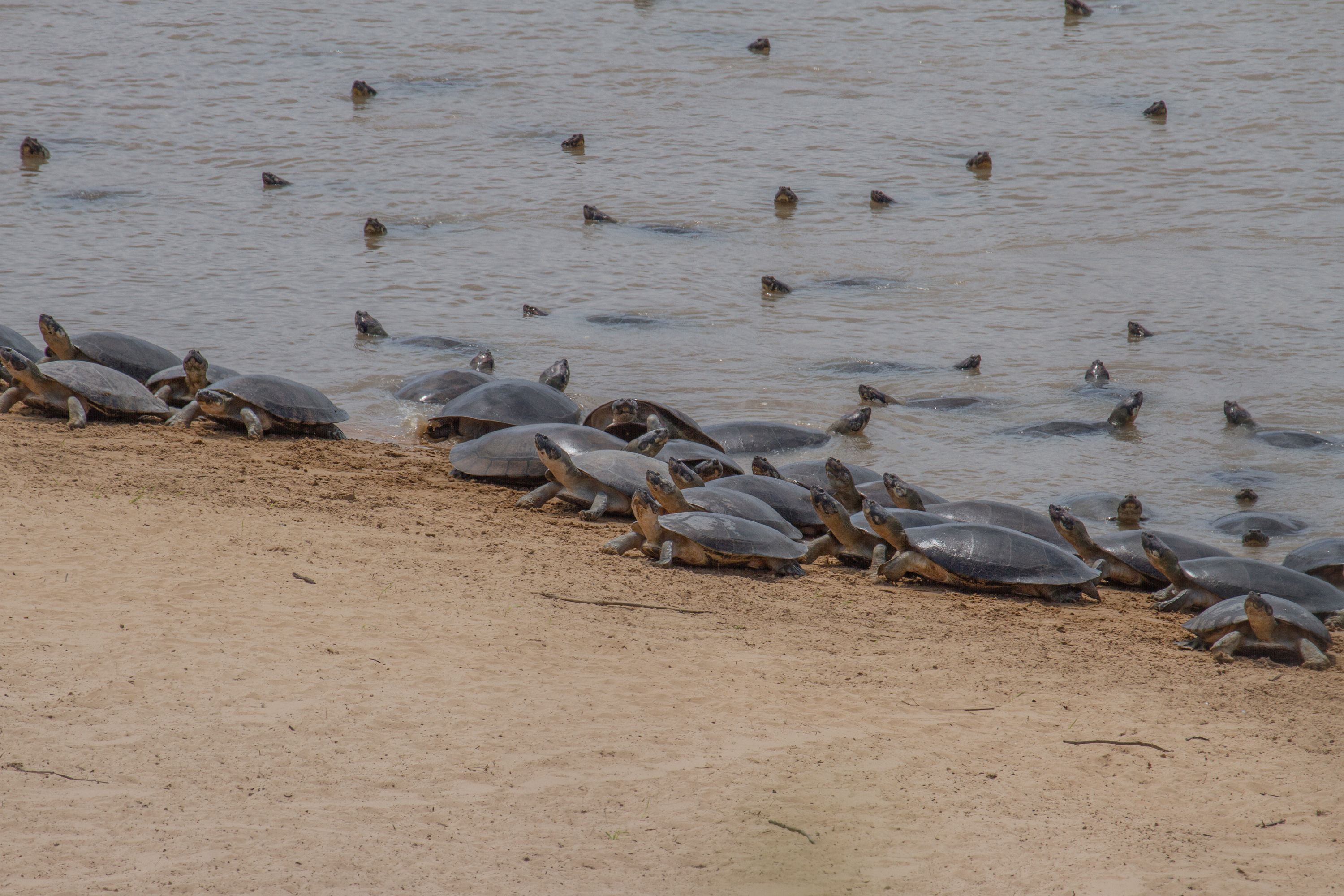
Período reprodutivo de P. expansa, tabuleiro de Monte Cristo, Pará. Autor: IBAMA.

A estimativa de vida em cativeiro é de aproximadamente 25 anos, enquanto em vida livre excede os 20 anos.  Indica-se que para serem considerados indivíduos adultos, as fêmeas devem apresentar comprimento linear da carapaça por volta de 500mm, e machos devem apresentar um valor de 350mm. São animais ovíparos, as fêmeas chegam à idade reprodutiva em 4 ou 5 anos, ou em até 8 anos (há indicações de que a maturidade sexual esteja mais ligada ao tamanho corporal do que à idade), e podem depositar entre 100 e 150 ovos por ano. Normalmente, o tamanho corporal da mãe, o peso dos ovos e tamanho da ninhada são diretamente proporcionais – quanto maior a mãe, maior o peso dos ovos e maior a ninhada.
A época de nidificação acompanha a época mais seca dos rios, e o período de desova varia em função da localização geográfica:
- Rio Araguaia e Rio Trombetas: setembro-outubro.
- Rio Tapajós: outubro-novembro.[20]

De maneira geral, no Brasil, o período de migração para os tabuleiros é de junho a agosto, e a desova e eclosão entre agosto e dezembro.
Os indivíduos saem do ambiente alagado e vão para as praias de nidificação durante a noite, conhecidas como “tabuleiros”. Chegando lá, aproximadamente um mês antes de colocar os ovos, as fêmeas posicionam-se frente à praia, fora da água, para ficarem sob o sol, em um processo de termorregulação. Esse processo permite que a atividade de ovulação seja potencializada com o aumento no metabolismo causado pelo calor. Frente a qualquer potencial distúrbio no ambiente durante esse processo de reprodução fora da água, o principal comportamento da espécie é voltar para a água. Por conta disso, é imprescindível a vigilância e proteção desses locais na época de reprodução da espécie, desde a postura dos ovos até o fim do período de incubação. No caso de estresse e insegurança, com maior movimentação de embarcações na água, luzes artificiais nas praias e pressão de captura, a fêmea pode alterar seu local de desova, como foi percebido em estudo no ano de 2003, em que um grupo de fêmeas de P. expansa passou a desovar em uma praia diferente da qual havia desovado nos 20 anos anteriores.

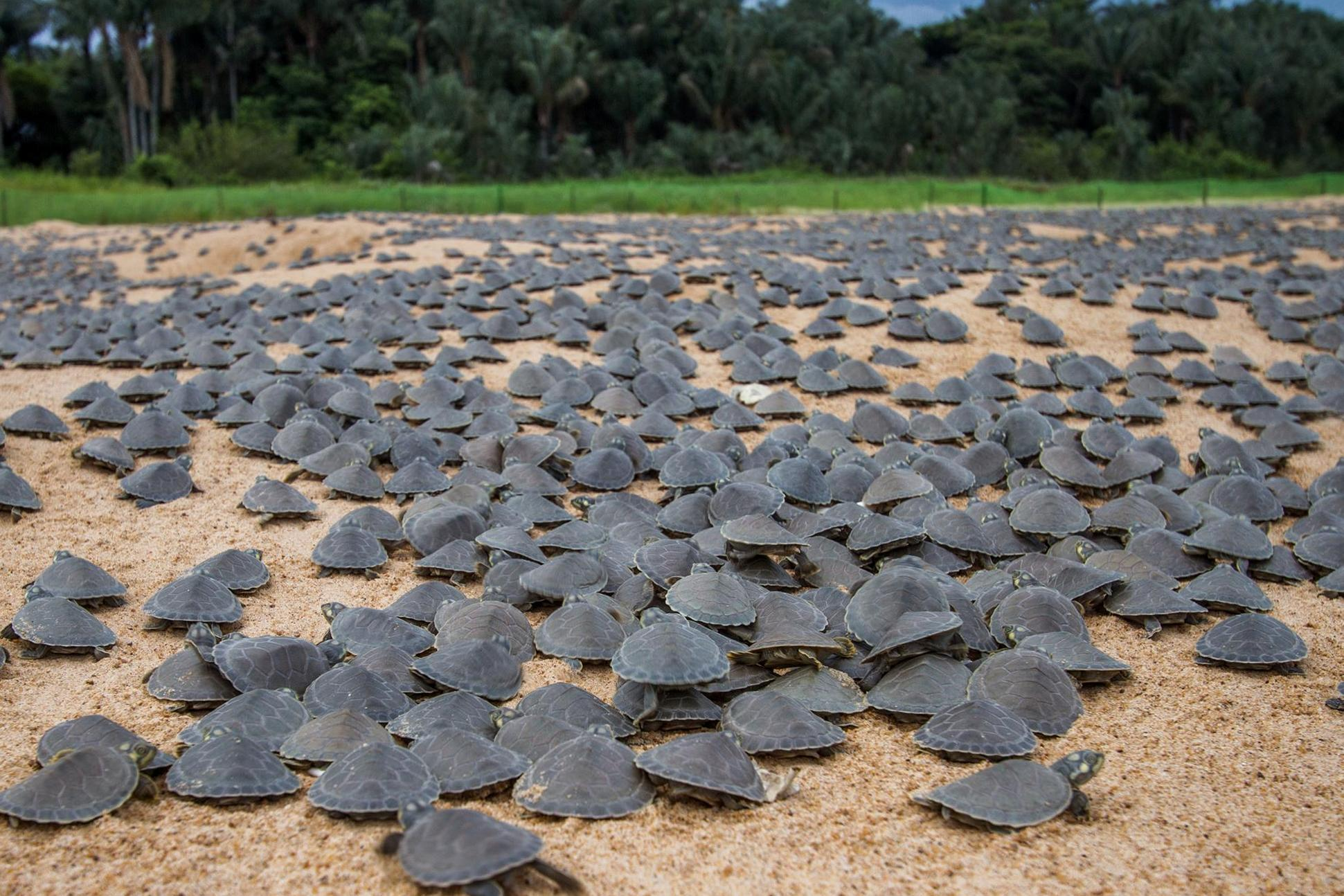
Indivíduos em praia de desova, no tabuleiro de Monte Cristo, Pará. Autor: IBAMA.

Os ovos são postos em bancos de areia (nos tabuleiros), especificamente quando os níveis de água estão baixos. O número de ovos por ninhada é em torno de 78-132, dependendo do tamanho corporal da fêmea, em ninhos entre 60 e 80cm de profundidade. Cada ovo pesa aproximadamente 40g, e suas cascas possuem propriedades elásticas. O tempo de encubação é entre 45-48 dias, e a eclosão dos ovos ocorre com o aumento no nível da água e chuvas. Naturalmente são produzidos maiores números de fêmeas em relação a machos, e aproximadamente 95% dos ovos são viáveis.
Os animais adultos permanecem na praia enquanto esperam pela eclosão dos ovos, por aproximadamente 45-60 dias. O índice de eclosão é de 80-90%. Os ovos eclodem com a chegada das chuvas e o aumento no nível dos rios, os filhotes possuem 5cm de comprimento, aproximadamente, e vão diretamente em direção à água. As mães conseguem produzir sons únicos enquanto esperam que seus ovos eclodam, e acompanham seus filhotes de volta para a mata inundada.

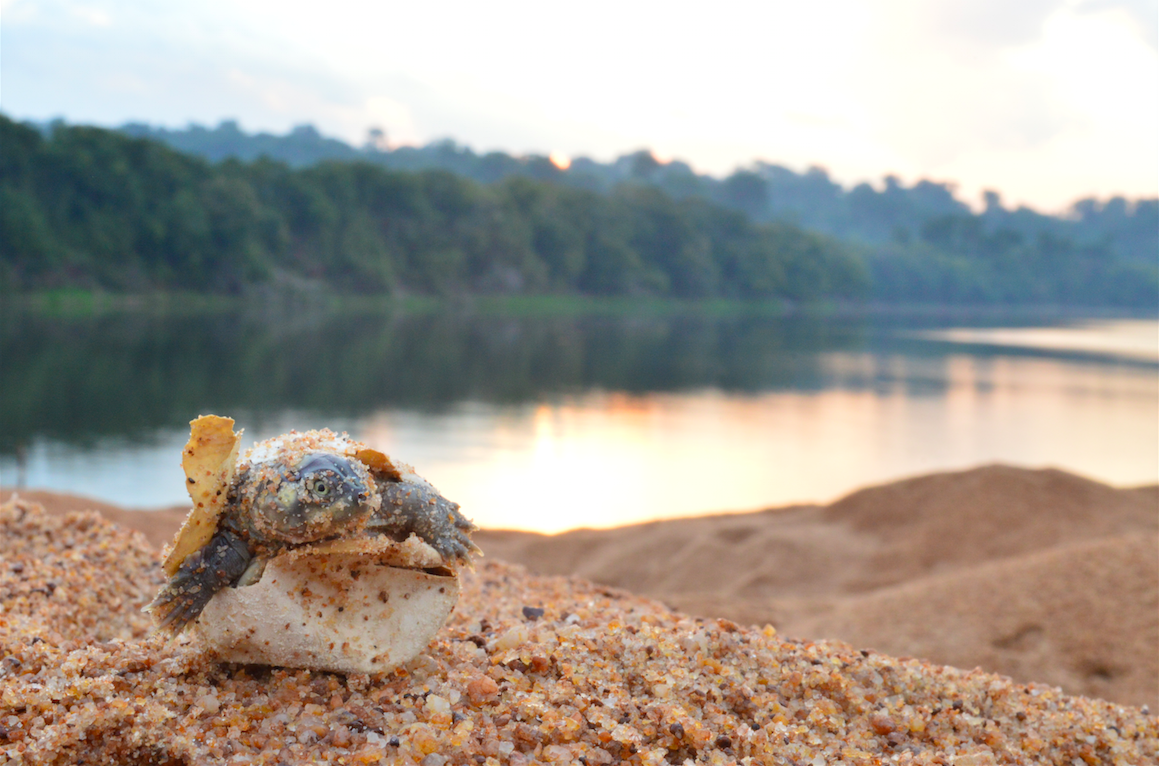
P. expansa em praia na Reserva Biológica do Rio Trombetas. Autor: Fábio Andrew Gomes Cunha.

A temperatura influencia no tempo de incubação e, principalmente, no sexo dos filhotes. Temperaturas altas geram indivíduos fêmeas, enquanto temperaturas mais baixas geram indivíduos machos.
Entre 1963 e 1981, estima-se que o número de ninhos nas principais praias de nidificação tenha diminuído de 34.000 para 4.700, causando intensa preocupação com a conservação da espécie.

### Comportamento
Os indivíduos da espécie são muito sociais, e migram em grupos durante a época de nidificação das matas inundadas para as praias de desova (tabuleiros). Ambos macho e fêmea permanecem na praia, no sol, até que os ovos eclodam, e depois voltam para o ambiente alagado. Esse comportamento de migração em grupo favorece os indivíduos contra predação.
A maior parte da comunicação registrada para a espécie tem a ver com o processo reprodutivo. Durante a migração e espera pela eclosão dos ovos, em que os indivíduos adultos permanecem nas praias tomando sol, esses animais conseguem produzir sons de baixa frequência (hipotetiza-se que essas frequências mais baixas sejam utilizadas para comunicação de migração para as praias de desova, com indivíduos em outras localidades). Por outro lado, durante a nidificação em si, os indivíduos produzem sons de alta frequência enquanto as fêmeas da espécie se encontram posicionadas nas águas rasas da praia de desova. Ainda, os embriões de P. expansa vocalizam entre 3 e 36 horas antes da eclosão.

## Conservação

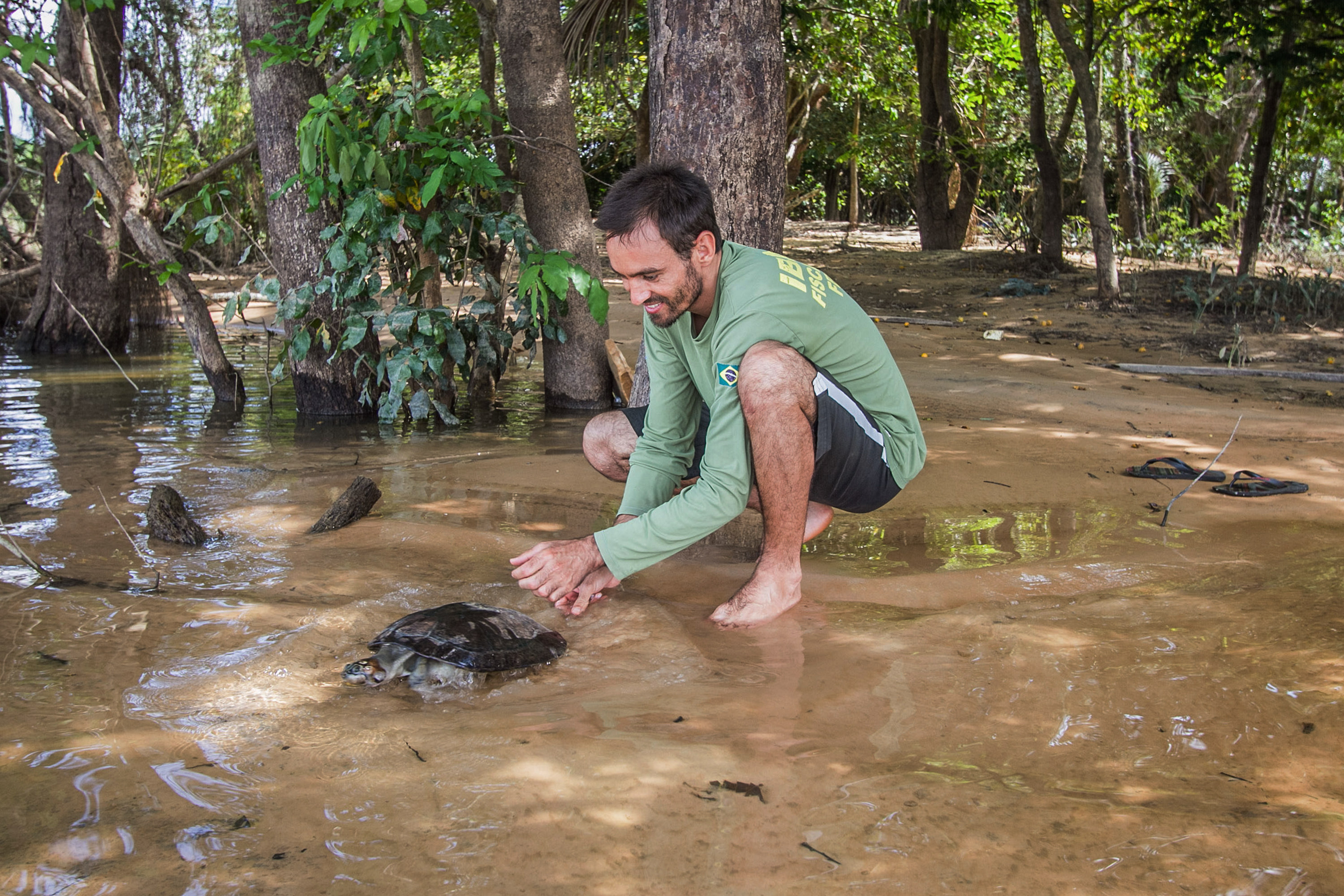
Equipes do Programa Quelônios da Amazônia (PQA) protegem tartarugas no Tabuleiro de Monte Cristo, Rio Tapajós (PA). Mais de 1 milhão de filhotes foram monitorados de novembro de 2017 a janeiro de 2018 na região.

Segundo Vogt (2015), uma das ameaças para a conservação de Podocnemis expansa vão de consumo excessivo da carne e subprodutos por populações indígenas e ribeirinhas, sendo que o uso excessivo causou uma forte diminuição da subpopulação em Mamirauá na Amazônia. Outra preocupação é a construção de hidrovias e hidrelétricas, que impedem a espécie em questão de migrar para suas áreas de nidificação. Junto a isso, o desmatamento das áreas de várzea prejudica a alimentação da espécie.
Quanto ao seu estado de conservação, o Instituto Chico Mendes de Conservação da Biodiversidade (ICMBio) categoriza a espécie como quase ameaçada (NT), com as justificativas de que estima-se que nos últimos 90 anos tenha ocorrido um declínio populacional de 30% devido à captura de ovos e de fêmeas reprodutoras, além da instalação de hidrelétricas em locais de ocorrência da Tartaruga- da-amazônia ser outro possível fator. Entretanto, a IUCN avalia a espécie como pouco preocupante (LC), porém com necessidade de atualização dos dados.

### Unidades de Conservação e áreas protegidas de ocorrência
Reserva Particular do Patrimônio Natural Seringal Assunção (RO), Reserva Extrativista Lago do Cedro (GO), Área de Proteção Ambiental Meandros do Rio Araguaia (MT/GO), Parque Nacional do Araguaia (TO), Parque Nacional do Araguaia (TO), Parque Nacional da Serra do Divisor (AC), Reserva Extrativista do Médio Purus (AM), Reserva Biológica do Uatumã (AM), Reserva Biológica do Rio Trombetas (PA), Reserva Biológica do Rio Trombetas (PA), Parque Nacional da Serra da Mocidade (AM/RR), Reserva Biológica do Lago Piratuba (AP), Refúgio de Vida Silvestre Quelônios do Araguaia (MT), Floresta de Rendimento Sustentado Rio São Domingos (RO), Área de Proteção Ambiental Ilha do Bananal/Cantão (TO), Parque Estadual do Cantão (TO), Área de Proteção Ambiental Rio Madeira (RO), Reserva de Desenvolvimento Sustentável Uacari (AM), Área de Proteção Ambiental Nhamundá (AM), Área de Proteção Ambiental do Arquipélago do Marajó (PA), Área de Proteção Ambiental Baixo Rio Branco (RR), Área de Proteção Ambiental do Arquipélago do Marajó (PA) e Área de Proteção Ambiental Baixo Rio Branco (RR).

### Projetos de proteção
O projeto Tartarugas da Amazônia visa a proteção de tartarugas e de cágados da região. Sua principal missão é conservar cinco principais espécies que estão ameaçadas devido ao alto interesse comercial. São elas: tartarugas-da-amazônia, iaçá, irapuca, cabeçudo e o tracajá. Esse projeto conta com a colaboração de envolvimento comunitário e com o patrocínio da Petrobras com o programa Petrobras Ambiental e do Governo Federal, sendo principalmente comprometidos com a sociedade respeitando e a cultura local, incentivando de maneira lúdica a conservação dessas espécies. O projeto em questão criou um mascote inspirado na espécie tartaruga-da-Amazônia. Ainda não foi divulgado seu nome, mas o desenho de representatividade já existe.
O projeto Wildlife Conservation Society (WCS) também visa a conservação de quelônios presentes no bioma amazônico. Esforços com pesquisa, manejo com foco em monitoramento e desenvolvimento principalmente de pesquisas sobre as espécies, tendo em questão a Tartaruga-da-amazônia como foco também.
O Instituto de Desenvolvimento Sustentável Mamirauá criou um Programa de Pesquisa em Conservação e Manejo de Quelônios com foco em três espécies: a tartaruga-da-Amazônia, o tracajá e a iaçá, a qual com o auxílio voluntário daz comunidades tradicionais, buscando incentivar a conservação das espécies consideradas ameaçadas principalmente por populações ribeirinhas que aguardam acampando em praias a vinda das fêmeas capturá-las ou por conta de seus ovos.
A S.O.S. A Amazônia criou um projeto que conta com ajuda de famílias ribeirinhas e locais que monitoram praias para a procura de ovos que são coletados e mantidos em segurança para o nascimento e logo em seguida soltura dos filhotes. O projeto é chamado de Quelônios do Juruá: Eu Protejo, que trabalha com três principais espécies, sendo elas: Iaçá, Tartaruga-da-Amazônia e Tracajá. Esses trabalhos com as famílias da região têm como foco também a educação ambiental da região, conscientizando da importância da espécie para o local, fazendo com que o consumo de seus ovos captura das fêmeas cessem com o tempo.
O IBAMA também tem em execução um projeto chamado Programa Quelônios da Amazônia (PQA), que promove o uso sustentável da biodiversidade por meio da agro biodiversidade e produtos da sociobiodiversidade, onde através da consolidação de mercados sustentáveis, pagamento por serviços ambientais prestados e a inclusão da sociedade na causa, tem-se o objetivo de melhorar a qualidade de vida da população local.

## Aspectos culturais

### Mitologia indígena

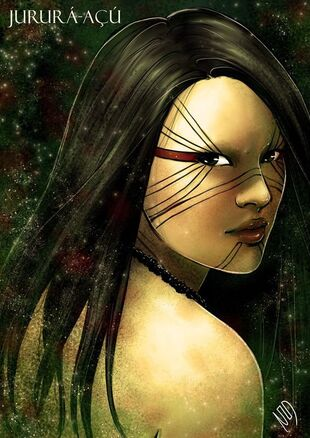
Deusa indígena Jurura-Açu.

Segundo lendas indígenas tupi-guarani, no passado existia uma deusa denominada como Jururá-Açu, a deusa das chuvas. Era muito poderosa, pois transitava entre o mundo dos deuses e o submundo. Em contrapartida, um dos deuses mais poderosos era Tupã, também chamado de espírito do trovão, e era também reconhecido como o criador de tudo que conhecemos na terra.
Jururá-Açu utilizou seu dom de entrar no submundo para libertar Anhangá, o deus inimigo de Tupã, que diferente de Tupã, ele era o deus do submundo e protetor dos caçadores e dos animais. Com essa tomada de atitude por Jururá-Açu, Tupã se revoltou e a transformou em uma tartaruga, um animal lento. Ela, porém, utilizou dessa punição para andar pelos mundos silenciosamente e assim saber de tudo que se passava, cedendo a ela o poder de negociação, pois era capaz de adquirir informações e passar despercebida dos locais.

### Culinária

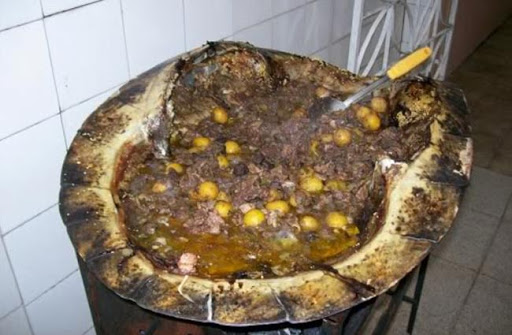
Tartaruga à Moda Karajá.

Um estudo realizado por George Rebêlo e Juarez Pezzuti (2000) dispõe de dados sobre o consumo de quelônios nos seguintes locais: Médio Jau, Alto Jaú, Zumbi, Novo Airão e na Universidade do Amazonas. Foi observado um elevado consumo no verão de ovos, sendo o Novo Airão e o Médio Jau os locais de maior frequência de consumo. Além disso, o consumo ilegal dentro de Unidades de Conservação é ignorado em 3 desses locais, sendo eles: Médio e Alto Jau e no Novo Airão.
A tartaruga por si é consumida em amostras urbanas, pois é onde o comércio se encontra mais lucrativo para os produtores, caçadores e coletores. Também existe um incentivo local na produção em cativeiro para o consumo de espécies de tartaruga, sendo uma delas a Tartaruga-da-Amazônia.

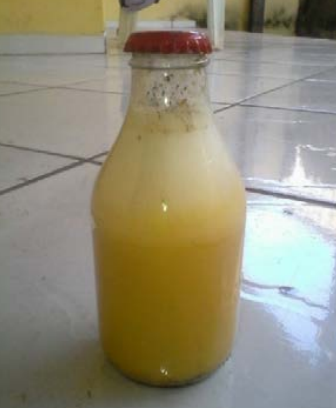
Banha de tartaruga, é utilizado da banha para fabricação de óleo.

### Uso na medicina
Em um estudo realizado por Carvalho (2021), o uso medicinal se faz presente nos povos da Amazônia, sendo que é utilizado da banha da Tartaruga-da-Amazônia para tratamento estético como varizes e cicatriz. Também alguns entrevistados citaram o uso para tratamento de gripe, bronquite e cãibra. Outro utilitário para a banha é para a hidratação dos cabelos e alisamento de maneira natural.

### Arte
Com a carcaça da tartaruga é fabricado o reco-reco e reco-animais, um instrumento de origem indígena da centro-americana onde existem dois tipos, o ayote ou ayoti. Ele é fabricado com o casco da tartaruga, onde você pode fazer o som com auxílio de uma baqueta na parte inferior ou superior do casco do animal, onde é utilizado como música de diferentes formas dependendo da comunidade.
Como houve a proibição da caça, foram adaptadas com madeira esculpidas.